# 狼の砲声
『狼の砲声』（おおかみのほうせい）は小林源文の漫画作品である。B-CLUB MODEL MAGAZINEとして、バンダイが保有していた1/48の模型と情報誌のコラボレーション企画としてはじめられたが、計画通りには進まず、後に「モデルグラフィックス」誌に1987年1月号から1990年4月号まで不定期連載された。

## ストーリー
未来世界のマニーとペテロおじさんがマニーの地球歴史の宿題の調べ物をしている最中、時空が1913年4月のオーストリアのウィーンと繋がってしまい、川に入水を図ったアドルフ・ヒトラーを結果的に救ってしまう場面から始まる。第2次世界大戦の独ソ戦を舞台に、ドイツ軍戦車猟兵・ハーゲンとソ連軍戦車兵・ゴロドクの因縁の対決を開戦から終戦まで描いていく。物語の構成上、MG誌連載順から変更されている。

## 登場人物
エアハルト・ハーゲン
ドイツ国防軍の戦車猟兵で最終階級は大尉、騎士十字章受章者。当初の所属は突撃砲兵で、搭乗する車両の愛称はフェンリア。独ソ戦に従軍していたが途中で西部戦線に転属し、終戦前にまた東部戦線に戻った。最後の戦闘で負傷するが生き延びることができた。
アナートリイ・ゴロドク
ソ連軍の戦車兵で最終階級は中尉。政治将校と対立する、共産党入党を拒否する等、共産主義者ではないが親衛戦車軍で中隊長に抜擢された。見栄っ張りで傲慢な性格だが部下の信頼が厚い優秀な戦車兵であるようだ。真偽は不明だがソ連邦英雄の称号授与者。戦死しそうになるがペテロたちに遭遇して救われ、彼に腕時計を渡してベルリンの国会議事堂に赤旗を掲げさせることができた。下記の『第三次世界大戦』の作中では、息子アレクセイと上官との会話の中で、アナートリィが不遇な晩年を過ごしたことが示唆されている。
マニー
未来人でペテロに宿題の手伝いを頼み、生の歴史を体験する。その結果、ハーゲンとゴロドクの戦いに度々介入してしまう。
ペテロおじさん
未来人で本名はペテロ・ウレブヒト・スアレス、国際相互歴史学博士号を持つ。マニーに博識だと煽てられて宿題を手伝うことになる。しかしペテロとマニーが持つ知識は、実際の歴史とは完全に異なるものだった。物語の最後に、時空警察に時空法違反の容疑で拘束されそうになるが、警官に20世紀の腕時計を賄賂として渡して見逃してもらった。
時空警察の警官
二人組で名前はそれぞれハーゲンとゴロドク。第2次世界大戦で敵同士だった二人の子孫である。ペテロが歴史に介入してゴロドクを助けなければ歴史が更に変化し、二人とも存在しなかった。

## ハーゲンとゴロドクの対決
- 第1話（MG誌1990年3月号掲載、ハーゲンはIII号突撃砲B型、ゴロドクはT-35）

1941年6月独ソ戦開戦直後が舞台。ソ連軍陣地を突破し数両のBA10装甲車を撃破したハーゲンのフェンリア号がゴロドクが指揮する重戦車と遭遇する。履帯を破壊され行動不能になったT-35は撃破された。ハーゲンは宣伝中隊の取材を受け、そのラジオ放送を聞いたゴロドクはハーゲンを仇敵としてつけ狙うようになる。
初出はB-CLUB MODEL MAGAZINE no.2（1987年5月号）。32p（表1〜表4含まず）の小冊子の1p〜10pに掲載された。
- 第2話（MG誌1988年5月号掲載、ハーゲンはIII号突撃砲B型、ゴロドクはT-34-76 1942年型）

1941年10月、ハーゲンは撃破されたIII号戦車乗員 (小林源文の初期作品「パンツァーフォー!」の主人公) に自車の無線機を貸している最中、ゴロドクのT-34-76に右履帯を撃破される。脱出しようとした装填手を射殺され降伏勧告を受けるが、左履帯だけで自車を急旋回させ、T-34-76を零距離射撃で撃破した。
- 第3話（MG誌1990年4月号掲載、ハーゲンはIII号突撃砲B型、ゴロドクはT-34-76 1942年型）

1941年11月、モスクワに向けて進撃中だったハーゲンの部隊にゴロドクの戦車部隊が奇襲をかける。不意を突かれたハーゲンは後退するが砲撃で横転させられてしまう。徒歩で脱出中に追い詰められたハーゲンは放棄されていた対戦車砲で反撃しようとするが、閉鎖機が凍り付いていて砲弾が装填できない。そこに空気がプラズマ化してしまいマニーとペテロが出現してしまう。二人の出現を天孫降臨だと信じ、お祈りを始めたゴロドクはハーゲンを取り逃がしてしまう。
- 第4話（MG誌1987年11月号掲載、ハーゲンはマルダーIII、ゴロドクはT-34-76 1942年型）

1942年のデミャンスクに評価試験のためマルダーIIIが1両配備される。この車輌で遠距離砲戦を挑み、ゴロドク小隊の3両のT-34を全て撃破する。しかしハーゲンはマルダーの主砲がソ連軍からの捕獲品（7.62 cm PaK 36(r)）とは気付いていなかった。
- 第5話（MG誌1990年2月号掲載、ハーゲンはナースホルン、ゴロドクはKV-1）

前線突破してきたゴロドク中隊をハーゲン小隊の3台のナースホルン（フェンリア・フライア・フローラ）で伏撃する。ゴロドクは迂回攻撃を試み一矢を報いるも、8.8cm対戦車砲のアウトレンジ攻撃で撃退されてしまう。
- 第6話（MG誌1988年2月号掲載、ハーゲンはIII号突撃砲G型、ゴロドクはT-34-85）

1943年のクルスク、親衛軍の戦車中隊長になったゴロドクは雑多な民族から構成された部隊について不満を感じつつも、何とか縦隊突撃を敢行するが、ハーゲンの部隊にまたも伏撃される。主砲閉鎖器が焼き付いて射撃不能になったゴロドク車はハーゲン車に体当たりして擱座させる。下車してハーゲンを捕虜にしようとするがハーゲンと乗員は既に逃走していた。
- 第7話（MG誌1988年3月号掲載、ハーゲンは強奪したIII号戦車M型、ゴロドクはT-34-85）

第6話の続き。歩いて逃げたハーゲンは、付近に布陣していたカンプグルッペZbvのブルクハイトが搭乗するIII号戦車を強奪する。戦闘の顛末は下記の通り。
- 第8話（MG誌1988年4月号掲載、ハーゲンとゴロドクの素手の殴り合い）

第7話の続き。素手の殴り合いを続けるがそこにドイツ軍の阻止砲火を浴びる。砲撃中に脱出に成功したゴロドクは部下にハーゲンとの関係を問われて今までの因縁を話すが、多分にゴロドクの捏造が混ぜ込まれている。更に、1941年のモスクワ戦線での武勲を意気揚々と語るが、抱えた重機関銃で敵兵を掃射する、鍵十字の付いたティーガー戦車を零距離射撃で次々と撃破し、12.8㎜61口径自走砲架（VK3001(H)をベースに2両製造された重対戦車自走砲）の1両を火炎瓶で仕留め、出てきたファシスト兵（モノクルをかけ、騎士十字章を下げた戦車兵）の命乞いを許し追い返す、という荒唐無稽な話であり、部下からも呆れられた。
- 第9話（MG誌1987年1月号掲載、ハーゲンはIV号（A）駆逐戦車）

1944年12月、ハーゲンは西部戦線最後の攻勢になるラインの守り作戦に第560重戦車猟兵大隊の一員として参加する。攻撃中に包囲されたハーゲンのIV号駆逐戦車は脱輪して行動不能になった挙句、撃破されてしまう。
- 第10話（MG誌1988年6月号掲載、ハーゲンはヤークトティーガー）

第9話の続き。ヤークトティーガーに乗るハーゲンは補給が途絶えた中でも必死にアメリカ軍の攻撃を撃退していた。そこにマニーとペテロが歴史に介入する。ハーゲンの砲弾が的を外れそうになったところを、空間をねじり、全て命中させる。時空が乱れて、二人は次に同時期のゴロドクの前に出現してしまう。政治将校から共産党入党を勧められていたゴロドクは、政治将校の背後に現れた二人を見て拳銃で銃撃するが、発狂したとみなされ取り押さえられてしまう。
- 第11話（MG誌1988年7月号掲載、ハーゲンはヤークトティーガー、ゴロドクはIS-2）

1945年2月、第10話での戦功でハーゲンは騎士十字章を授章される。その頃、ベルリンに向け進撃中だったゴロドクは8.8cm高射砲に砲撃され戦死しそうになるが、そこにマニーとペテロがまた出現する。ゴロドクは拳銃でペテロを脅して時間を戻させる。さらにペテロに腕時計を渡して、3つの願いを叶えさせる。1つ目は戦争を生き残る事、2つ目はベルリンの国会議事堂に赤旗を掲げること、3つ目は子孫の事を聞き出した。おまけとしてもう1本腕時計を渡して、指揮所にいた第10話の政治将校に砲弾を落として殺害させる。
- 第12話（MG誌1987年10月号掲載、ハーゲンはヘッツァー、ゴロドクはIS-2）

1945年5月9日、ハーゲンは進撃してくるソ連軍に対して残存兵力で最後の遅滞攻撃を仕掛ける。戦力差を覆すことはできず、至近弾を受けてハーゲン車は横転してしまう。部隊に見捨てられ歩兵に包囲されてもなお抗戦するがついに降服する。ハーゲンは騎士十字章授与者のため死を覚悟したが、ソ連戦車兵に戦争が終わった事を伝えられ、騎士十字章とラッキーストライクを（無理矢理）交換させられたのみで、その場は放免される。唖然としたハーゲンだったが、彼らには敗戦後を生き延びる生活が待ち受けていた。一方、マニーとペテロはさまざまな土産を持って自分達の時代に戻るが、そこに時空警察が出現して時空法違反で召喚状を渡される。ペテロは時空法を知らなかったと言い張り、ゴロドクから貰った腕時計を賄賂として渡して見逃してもらう。

## 他作品とのコラボレーション
- 本編第2話「旋回90度！」

対戦車砲に撃破されたIII号戦車乗員の1名に黒騎士物語のバウアー少尉（階級は当時）と思われる人物が登場する。
- 本編第7話「ゴロドクの災難」

カンプグルッペZbvのシュタイナー少佐・ブルクハイト中尉・シュルツ准尉・アッシュ・コワルスキー、黒騎士物語のバウアー中尉・クルツ、パンツァークリークのヴェルナー軍曹・ハンス、装甲擲弾兵のパイパーSS少佐・フランツらと共に豪華に競演している。この戦闘でブルクハイトの戦車はハーゲンに強奪された。戦闘ではハーゲン・ヴェルナー・フランツ・バウアーがそれぞれ自身がゴロドクのT-34-85を撃破したと思っており、ヴェルナーとフランツは手柄を譲らず殴り合いに発展した。その脇ではハーゲンとゴロドクが殴り合いを演じ、それを見たバウアーはクルツにあれこそ戦車兵魂だと笑っていた。実際には、ハーゲンがブルクハイトから奪ったIII号戦車から放った50mm砲弾以外の攻撃はT-34にダメージを与えており、協同戦果とするべきだろう。
- 第三次世界大戦（日本出版社：ボムコミックシリーズ）

1995年、ソ連軍が大挙して西ドイツ（当時）に侵攻しヨーロッパが再び戦火に見舞われるという空想戦争漫画アンソロジーで、第1話、第2話、第6話（西ドイツを舞台とした機甲部隊同士の戦闘）を小林源文が描いている。
ソ連側の主役アレクセイ・ゴロドク大佐（後に少将への昇進と合わせて第120親衛自動車化狙撃師団長に就任）は本作に登場したアナートリイ・ゴロドク少佐の息子であり、本作第11話でのゴロドクの3つ目の質問に対するペテロの回答「あんたの息子は今世紀（20世紀）終り頃に、戦車将軍となる」を実現させている。アレクセイは熱心な共産党員ながら猛将タイプの軍人として描かれ、ソ連側で随一の勇戦を示しただけではなく、西側の反攻に直面したKGBが核兵器を使用しようとするのを力ずくで阻止して、世界をも救った。
このほかにも、ハーゲン少佐の息子や「黒騎士物語」のクルツ・ウェーバーが西ドイツ陸軍の軍人として参戦しており、彼らの所属する戦車中隊には非公式ながら「黒騎士中隊」のニックネームが付けられている。

## その他
- 限定版巻末にはウサギの黒騎士第3話が収録されている。

## 書籍情報
- 『狼の砲声』（1992年発行、大日本絵画刊、絶版）ISBN 978-4-4-99206-01-3
- 『狼の砲声限定版』（2005年発行、学習研究社刊） ISBN 978-4-0-56041-72-9

## 登場する兵器
ドイツ軍
- III号戦車
- IV号戦車
- V号戦車パンター
- III号突撃砲：B-CLUB MODEL MAGAZINEとして、模型を含めて販売。
- IV号駆逐戦車
- ヘッツァー
- マルダーIII
- ナースホルン
- ブルムベア
- ヤークトパンター
- ヤークトティーガー
- 12.8cm61口径自走砲架

ソ連軍
- T-35重戦車
- T-34-76
- T-34-85
- IS-2
- KV-1

アメリカ軍
- M4戦車各種
- M7自走砲
- M10ウルヴァリン